# 宇喜多一蕙

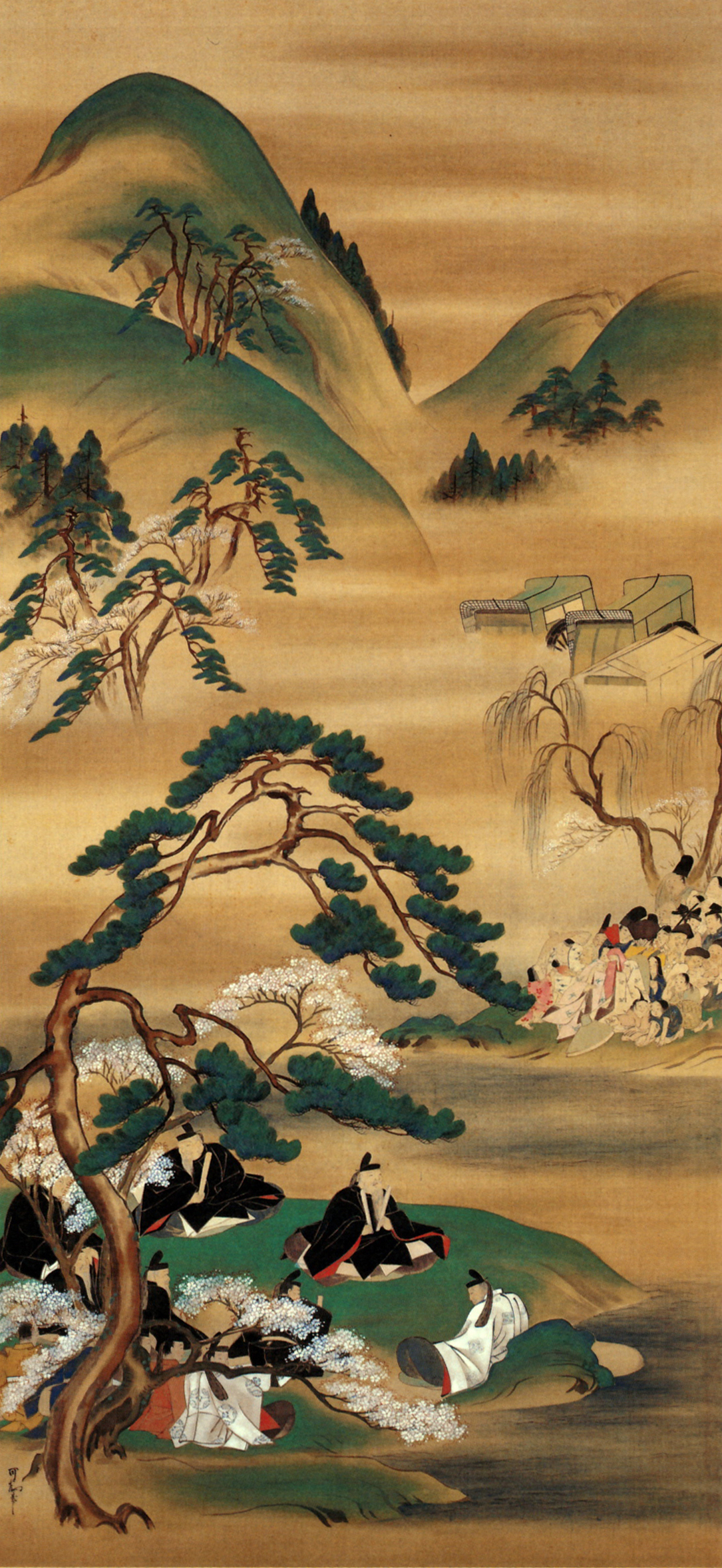
白川尚歯会之図 紙本着色

宇喜多 一蕙（うきた いっけい、寛政7年（1795年） - 安政6年11月14日（1859年12月7日））は、幕末に活躍した大和絵の絵師。宇喜多博文の子、母は上田氏。本姓は藤原、後に豊臣を称した。諱は公信、のち可為（よしため）。別称・主馬、内蔵允。一蕙斎、為牛、為仏子、谷神子、瑞草、香、画院生徒、昔男精舎などと号した。浮田一蕙と表記されることが多い。

## 略伝
戦国大名・宇喜多秀家の七世の孫と言う。京都出身。初め田中訥言に師事して7年間土佐派を学ぶ。訥言は『伴大納言絵巻』の模本を3本制作し。そのうちの1本を一蕙に与えたとされ、一蕙も師に忠実に仕えたという。訥言は晩年眼病を病み、失明を苦に自殺したとされ、こうした師の最期は一蕙にも強い衝撃を与えたと推測される。のちに土佐光孚にも学び、大和絵の古法を修めて一機軸を出した。画風は古典的題材を好み、師の田中訥言・冷泉為恭とともに復古大和絵派の巨匠として評価を得ている。ただし、一蕙と為恭は互いに面識はあったものの、信条の違いからか親交もたなかった。為恭の弟子・田中有美の回想によると、一蕙と為恭は私的な交わりではさほど不和には見えなかったが、一度画道の話となると互いに罵倒し合っていた。為恭は一蕙の絵には独創がなく、尽く古画の模倣であり、彩色が極めて稚拙だと評したことがあるという。天保3年に高久隆古が、安政元年頃に若き富岡鉄斎が入門している。また和歌・書道にも通じ、京都で活躍した。

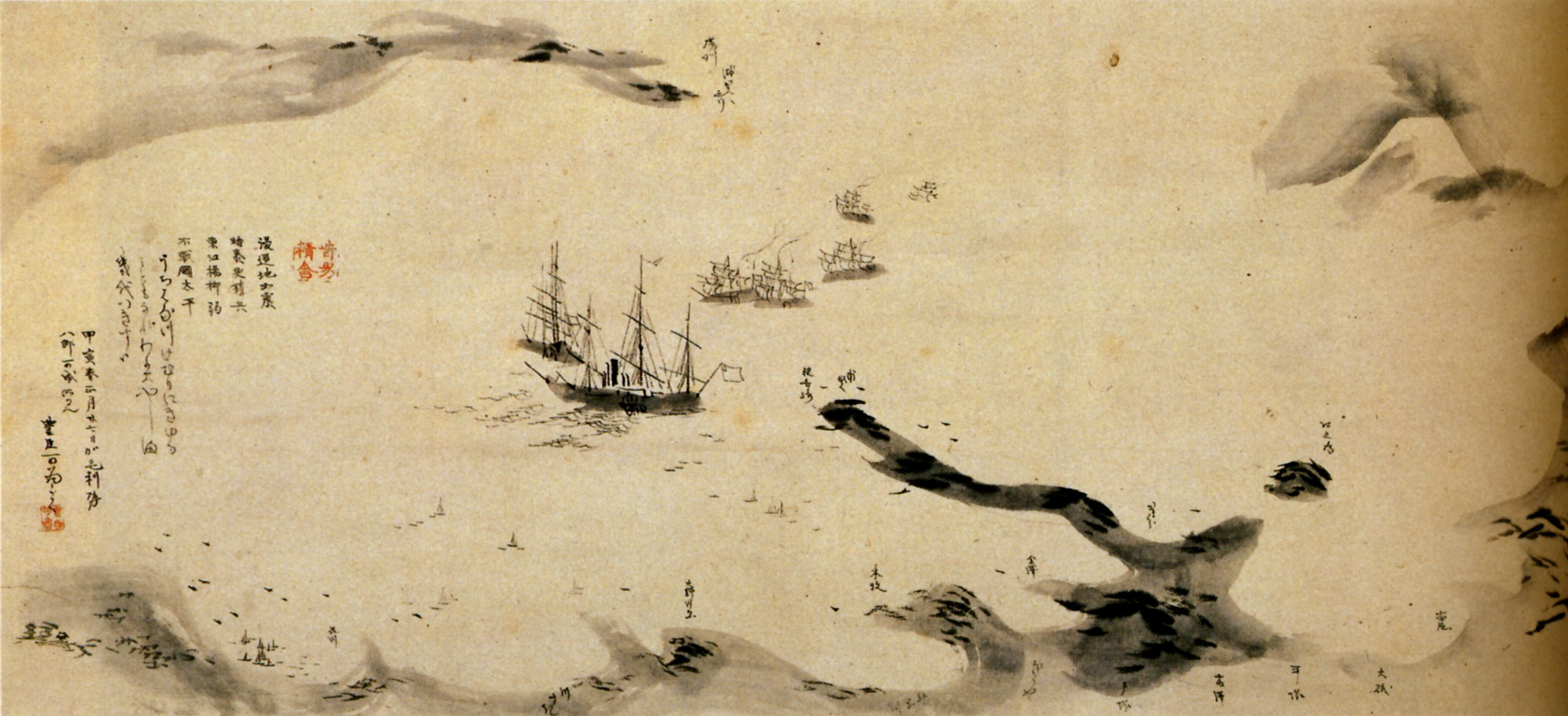
「米艦浦賀渡来図」 1854年 紙本墨画 京都国立博物館蔵

性格は豪快剛直な熱血漢と伝えられ、古典を学ぶ内に尊皇攘夷の思想に傾斜。嘉永6年（1853年）ペリー来航時には「神風夷艦を覆す図」を描いて幕府のペリーの対応を批判。安政元年（1854年）皇居造営に際しては「列所伝周宣姜」を描いて公武合体を風刺した。以後も絵画によって尊皇活動を展開し、大老・井伊直弼を陥れようと画策した信州松本の勤王家・山本貞一郎と近藤茂左衛門の兄弟らと、青蓮院宮尊融法親王や三条実万らに国策を説くなどした。また、いち早く情報を入手した和宮降嫁を思い止まらせようと、『婚怪草紙』を描き、中山忠能を通じてこれを献じた。
安政5年（1858年）安政の大獄により、子の可成とともに弾圧を受けて捕えられる（山本は自決）。後に江戸に送られて、翌安政6年（1859年）6月10日所払刑となり、帰京するも獄中に得た病で洛東田中で没した。享年65。墓は上京区の蓮金山華光寺。明治24年（1891年）従四位が贈られ、東山霊園に記念碑が立てられた。
速筆による淡彩の作品が多い。弟子に語った「古画の精神を私心を混じえずに写し止めるよう努力すれば、自然に自己の特徴が生まれるようになる」というのが、一蕙の制作信条だった。

## 代表作
| 作品名                                 | 技法     | 形状・員数     | 寸法（縦x横cm）   | 所有者               | 年代                  | 落款・落款                    | 備考 |
| -------------------------------------- | -------- | -------------- | ----------------- | -------------------- | --------------------- | ----------------------------- | --- |
| 北野大茶湯図                           | 紙本淡彩 | 1幅            | 58.3x137.3        | 北野天満宮           | 1843年（天保14年9月） |                               | |
| 北野大茶湯図巻                         | 絹本著色 | 1巻            | 34.0x271.0        | 法人                 | 1843年（天保14年）    |                               | 重要美術品。北野天満宮本の浄写したものか |
| 北野大茶湯図                           |          | 1幅            |                   | 茶道資料館           |                       |                               | |
| 大原御幸図                             |          |                |                   | 愛知県陶磁資料館     |                       |                               | |
| 紀貫之像                               |          |                |                   | 奈良県立美術館       |                       |                               | |
| 伝三公像                               | 絹本著色 | 3幅対          |                   | 熱田神宮             |                       |                               | |
| 木下長嘯子像                           | 絹本著色 | 1幅            | 98.1x35.3         | 高台寺               |                       | 無款記/「豊臣可為」朱文長方印 | |
| 香川景樹像                             | 絹本著色 | 1幅            | 88.4x33.3         | センチュリー文化財団 |                       |                               | |
| 主上山門潜幸図                         |          |                |                   | 滋賀県立琵琶湖文化館 |                       |                               | |
| やすらい祭・牛祭図屏風                 | 紙本著色 | 六曲一双       |                   | 細見美術館           |                       |                               | |
| 朝覲行幸図                             | 紙本墨画 | 1巻            |                   | 御物（侍従職）       |                       |                               | 「年中行事絵巻」巻一の白描模写。国学者・前田夏蔭による1843年（天保14年）6月15日に記された奥書により、長岡藩主で当時京都所司代を務めていた牧野忠雅が一蕙に模写させた事が解る。 |
| 紫野子日遊図・大堰川遊覧（舟遊）図屏風 | 紙本著色 | 六曲一双       | 179.0X376.0（各） | 泉涌寺               | 1854年（嘉永7年）     |                               | 1852年（嘉永5年）冬に出された孝明天皇の勅命によって一蕙が2年がかりで完成させた。                                                                                              |
| 米艦浦賀渡来図                         | 紙本墨画 | 1幅            | 27.0              | 京都国立博物館       | 1854年                |                               | |
| 長篠合戦図                             |          | 襖6面壁貼付4面 |                   | 建仁寺               | 1856年（安政3年）頃   |                               | 建仁寺久昌院客殿上間後室障壁画（現在は一部屏風に改装され、襖6面二曲屏風3面、違い棚の壁貼付1面）                                                                               |
| 婚怪草紙絵巻                           | 紙本著色 | 1巻            | 29.8x777.2        | メトロポリタン美術館 | 1858年（安政5年）     |                               | |

## 参考資料
- 蒲生重章「浮田一蕙傳」『近世偉人傳・初編』 1877年
- 『文人画の近代　鉄斎とその師友たち <Tessai and His Teachers and Friends>』　京都国立近代美術館　1997年
- 中谷伸生 「〈忠魂〉の絵師と《長篠合戦図》 浮田一蕙の生と死」（『美術フォーラム21』第8号、醍醐書房、2003年、所収）ISBN 978-4-925185-17-2
- 薄田大輔 「浮田一蕙の生涯と画業」（徳川美術館編集・発行 『徳川美術館 平成二十六年秋季特別展 復古やまと絵 新たなる王朝美の世界 ─訥言・一蕙・為恭・清─』 2014年10月、pp.140-148